# Accipiter tachiro
Accipiter tachiro е вид птица от семейство Ястребови (Accipitridae).

## Разпространение
Видът е разпространен в Ангола, Ботсвана, Бурунди, Етиопия, Замбия, Зимбабве, Демократична Република Конго, Кения, Малави, Мозамбик, Намибия, Руанда, Сомалия, Свазиленд, Танзания, Уганда, Южна Африка и Южен Судан.